# Joseph Brahim Seïd
Joseph Brahim Seid (nacido en Yamena, 1927 - 1980) fue un escritor y político de Chad. Se desempeñó como Ministro de Justicia desde 1966 a 1975. Como escritor es conocido por sus trabajos Au Tchad sous les étoiles ("En Chad bajo las estrellas", 1962) y Un enfant du Tchad ("Un niño de Chad," 1967), basado en su propia vida.